# Municipio de Clearspring
El municipio de Clearspring (en inglés: Clearspring Township) es un municipio ubicado en el condado de LaGrange en el estado estadounidense de Indiana. En el año 2010 tenía una población de 4181 habitantes y una densidad poblacional de 44,87 personas por km².

## Geografía
El municipio de Clearspring se encuentra ubicado en las coordenadas 41°33′55″N 85°29′29″O / 41.56528, -85.49139. Según la Oficina del Censo de los Estados Unidos, el municipio tiene una superficie total de 93.19 km², de la cual 92,33 km² corresponden a tierra firme y (0,92 %) 0,85 km² es agua.

## Demografía
Según el censo de 2010, había 4181 personas residiendo en el municipio de Clearspring. La densidad de población era de 44,87 hab./km². De los 4181 habitantes, el municipio de Clearspring estaba compuesto por el 98,59 % blancos, el 0,12 % eran afroamericanos, el 0,02 % eran amerindios, el 0,02 % eran asiáticos, el 0,67 % eran de otras razas y el 0,57 % eran de una mezcla de razas. Del total de la población el 1,32 % eran hispanos o latinos de cualquier raza.